# Cajetan Weiller

Cajetan Weiller

Cajetan Weiller, ab 1807 von Weiller, (* 2. August 1761 in München; † 24. Juni 1826 ebenda) war ein deutscher katholischer Geistlicher und Pädagoge.

## Leben
Cajetan Weiller war der Sohn eines Handwerkers. Er besuchte bis 1778 das ehemalige Jesuitengymnasium (das heutige Wilhelmsgymnasium) in München. Danach trat er als Novize in das Kloster Benediktbeuern, verließ es aber bald wieder und studierte an der Universität München Theologie. Am 21. Mai 1785 wurde er in Freising zum Priester geweiht. Danach war er als Lehrer in München tätig. 1799 wurde er am dem Wilhelmsgymnasium zugeordneten Lyzeum Professor für praktische Philosophie und Pädagogik und dessen Rektor. Von 1809 bis 1823 war er Direktor des (heutigen) Wilhelmsgymnasiums. Er war ab 1806 ordentliches Mitglied der Bayerischen Akademie der Wissenschaften; seit dem 22. Oktober 1823 als Nachfolger von Friedrich von Schlichtegroll deren Generalsekretär und ab 1807 Träger des persönlichen Adelstitels.
Er war ein profilierter Schulreformer, Mitarbeiter an dem von Joseph Wismayr 1804 aufgestellten „Lehrplan für alle kurpfalzbaierischen Mittelschulen“ und in der Auseinandersetzung zwischen den altbairischen „Realisten“, die eine Betonung der „Realien“ im Schulunterricht befürworteten, und den neuhumanistisch orientierten „Idealisten“ ein Gegner insbesondere von deren Vertreter Friedrich Thiersch.

## Grabstätte

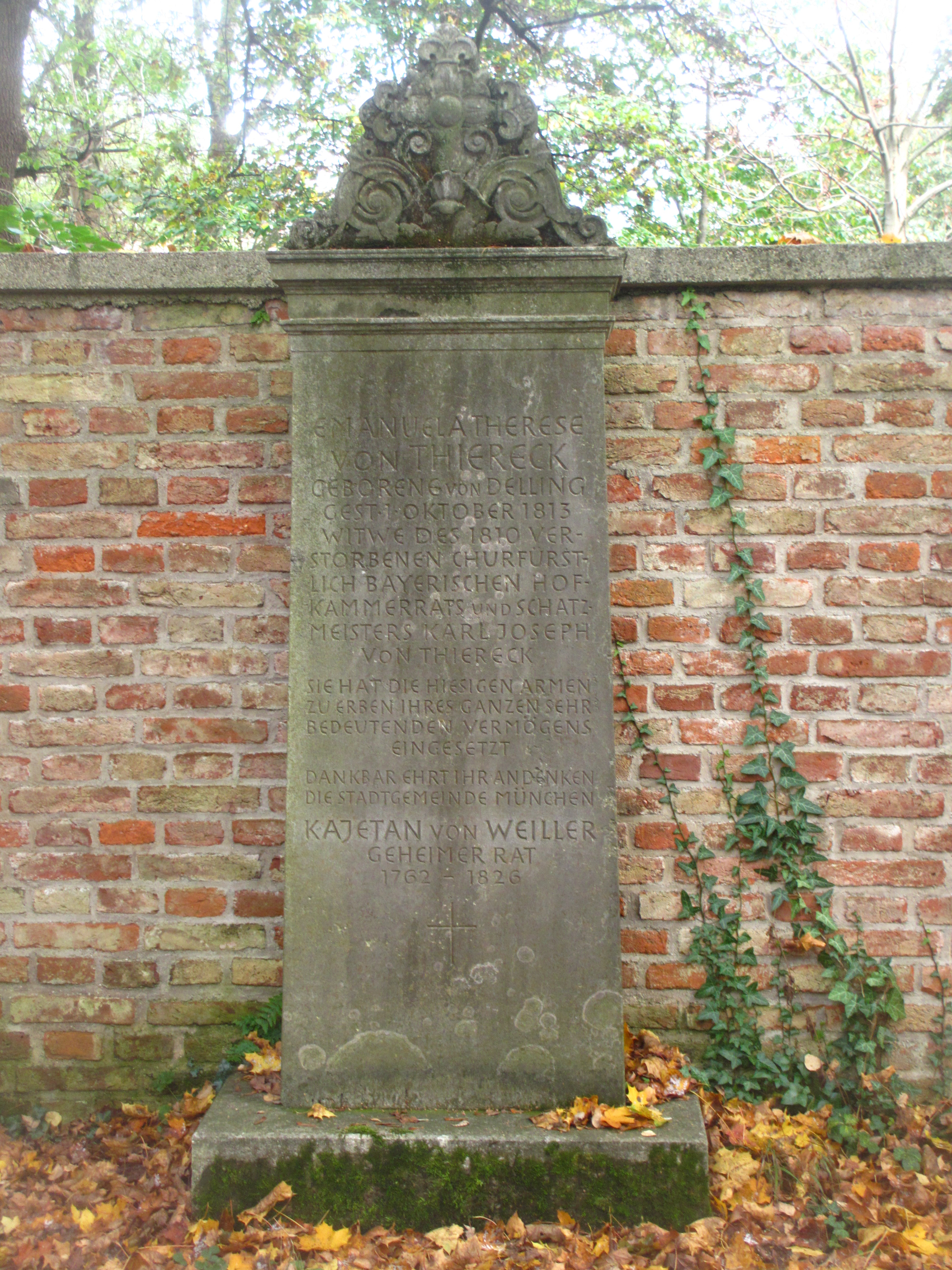
Grab von Kajetan Weiller auf dem Alten Südlichen Friedhof in München

Die Grabstätte von Kajetan Weiller befindet sich auf dem Alten Südlichen Friedhof in München (Alte Arkaden Platz 94 bei Gräberfeld 19) Standort.

## Schriften
- Der Geist der allerneuesten Philosophie der Herren Schelling, Hegel und Comp. (1804; mit Jakob Salat)
- Verstand und Vernunft. (1806)
- Ideen zur Geschichte der Entwicklung des religiösen Glaubens. (3 Bde., 1808–1815)
- Ueber die religiöse Aufgabe unserer Zeit. (1820) (Online)
- Der Geist des ältesten Katholicismus als Grundlage für jeden spätern. Ein Beitrag zur Religionsphilosophie. (1824)
- Versuch eines Lehrgebäudes der Erziehungskunde. (2 Bde., 1802)
- Erbauungsstunden für Studierende in höheren Classen. (3 Bde., 1802–1807)
- Kleine Schriften (3 Bde., 1822–1825)